# Pyszczak zebra
Pyszczak zebra (Maylandia zebra) – polimorficzny gatunek słodkowodnej ryby okoniokształtnej z rodziny pielęgnicowatych (Cichlidae).

## Występowanie
Litoral skalny wzdłuż północno-zachodniego brzegu jeziora Malawi. Występuje na głębokościach 6–28 m.

## Rozmiary
Dorasta do 11,3 cm długości. Długość ciała samic nie przekracza zazwyczaj 10 cm.

## Dymorfizm płciowy
Samce są większe oraz posiadają znacznie większą liczbę pomarańczowych atrap jajowych, które znajdują się na płetwie odbytowej, ogonowej i grzbietowej.

## Zachowanie
Zachowanie Maylandia zebra w dużym stopniu zależy od warunków w akwarium i ryb w nim mieszkających. W jednym akwarium może być spokojna i łagodna, a w innym siać postrach wśród innych ryb. Wyraźnie przejawia się instynkt terytorialny. Często dochodzi do zdominowania słabszych ryb przez dominującego samca.

## Rozmnażanie
Identyczne jak w przypadku innych pyszczaków z jeziora Malawi. Inkubacja ikry trwa od trzech do czterech tygodni.

## Pokarm
Głównie pokarmy roślinne. Z pokarmów zastępczych szczególnie polecane są granulaty i płatki ze spiruliną lub wszelkie inne pokarmy wyprodukowane na bazie roślinnej.

## Hodowla
Są to ryby polecane dla początkujących akwarystów. Minimalna długość zbiornika dla tego gatunku wynosi 100 cm. W akwarium o długości 150 cm można pokusić się o hodowlę 2 samców.